# 17831 Ussery
17831 Ussery è un asteroide della fascia principale. Scoperto nel 1998, presenta un'orbita caratterizzata da un semiasse maggiore pari a 2,6795956 UA e da un'eccentricità di 0,0615707, inclinata di 2,38544° rispetto all'eclittica.